# Alcide Legrand
Pour les articles homonymes, voir Legrand.
Alcide Legrand est un lutteur français né le 17 février 1962.
Il commence sa formation de lutteur à l'Association Sportive de Molinghem dans le Pas-de-Calais.
Il participe aux Jeux olympiques d'été de 1992 dans la catégorie des moins de 82 kg.

## Palmarès

### Championnats du monde
- Médaille de bronze en lutte libre dans la catégorie des moins de 82 kg en 1989 à Martigny

### Jeux méditerranéens
- Médaille d'argent en lutte libre dans la catégorie des moins de 82 kg en 1991 à Athènes
- Médaille d'argent en lutte libre dans la catégorie des moins de 82 kg en 1993 dans le Languedoc-Roussillon